# Due figlie e altri animali feroci
Due figlie e altri animali feroci. Diario di un'adozione internazionale è un libro scritto da Leo Ortolani e pubblicato nel 2011.

## Trama
Dopo un prologo che descrive l'iter di Ortolani e della moglie Caterina per poter adottare due bambine, il libro raccoglie le lettere che Ortolani scriveva a familiari e amici mentre era in Colombia con la moglie per procedere all'adozione. In queste lettere vengono raccontati l'incontro con le bambine Johanna e Lucy Maria e tutte le difficoltà e le vicende occorse nei circa 2 mesi passati in Sud America (tra il febbraio e il 1º aprile 2010). Un breve epilogo descrive infine lo stato d'animo dei genitori una volta tornati in Italia.

## Storia editoriale
In origine l'autore non pensava di pubblicare un libro: durante il suo periodo in Colombia per l'adozione delle bambine scriveva delle e-mail a parenti e amici ogni 2 giorni raccontando loro i progressi della vicenda. L'idea di Ortolani era quella di mantenere un ricordo scritto, in maniera tale che in futuro Johanna e Lucy Mary potessero leggere com'era stata la storia della loro adozione. Andrea Plazzi, però, editor da anni delle storie di Ortolani e suo amico, pensò che quei resoconti potessero essere pubblicabili e interessanti anche per il pubblico, in particolare per chi altri fosse coinvolto in adozioni internazionali; di fronte alla possibilità di vedere pubblicate le sue e-mail, Ortolani ammette che cominciò a prestare più attenzione a quello che scriveva e che da allora la moglie Caterina «legge tutto quello che scrivo riguardo all'argomento, prima che venga pubblicato». Di ritorno in Italia, Elisabetta Albieri della casa editrice Sperling & Kupfer fu dello stesso avviso di Plazzi e per questo il progetto andò in porto: Ortolani scrisse un prologo e un epilogo, disegnò circa 24 vignette a corredo dei diversi capitoli e il libro venne pubblicato il 20 settembre 2011. Alcune copie del libro sono risultate difettose, rendendo necessaria una ristampa.
Il libro è stato ristampato da BAO Publishing in una versiona riveduta e corretta, con vignette inedite, nell'aprile 2019.

## Edizioni
- Leo Ortolani, Due figlie e altri animali feroci. Diario di un'adozione internazionale, Segrate, Sperling & Kupfer, settembre 2011,  p. 192, ISBN 9788820051297.
- Leo Ortolani, Due figlie e altri animali feroci, Milano, BAO Publishing, aprile 2019,  p. 192, ISBN 9788832732221.